# 明法博士
明法博士，為古代日本律令體制下，從屬於大學寮的一個官職，屬於令外官。規定人數為2人，最初品秩為正七位下。隨後逐漸被名門望族所佔據。
明法博士最初於大寶元年（公元701年）設立，乃是朝廷為了向諸令制國宣講大寶律令而臨時設置的官職。根據神龜五年7月21日（公元728年8月30日）朝廷實施的格，明法博士與文章博士被同時設置。明法博士最初的名稱為律學博士，對應唐代國子監下的律學博士。而在天平二年3月27日（公元730年4月18日）朝廷設置明法生後不久，律學博士即改稱明法博士。明法博士之下設置明法得業生二名與明法生十名（之後改為二十名）。之後成為在陣定（古代日本攝關期一種重要的朝議形式）中負責記錄會議中出現的法律議題並撰寫成明法勘文的重要職務。而之後明法博士更常兼任檢非違使判官、刑部省大判事，勘解由使等重要官職，其權勢更是登峰造極。
平安時代中期，明法博士逐漸有被讚岐氏與惟宗氏壟斷的傾向，但到了中世以後取而代之開始世襲此職的是名門望族的坂上氏和中原氏。。近世後該官職逐漸被上述兩家的旁系，町口、勢多，平田等家族佔據，而其學識日漸低下，難堪原先的職責。最後一任明法博士是在明治時代後期參與編纂《古事類苑》的勢多章甫。

## 脚注
1. ↑  關於此記述，有下列四種觀點：第一種觀點認為朝廷雖然在飛鳥浄御原令時設立了明法博士一官，但到了大寶律令之時並實際沒有設置此官；第二種觀點認為明法博士其實是與大寶律令編纂相關的令官；第三種觀點認為「明法」是指明確，改進法律的意思；而最後一種觀點認為「明法」就是單純的通曉法律的意思。（久木幸男『日本古代学校の研究』（1990年、玉川大学出版部）ISBN 4-4720-7981-X）
2. ↑  建久二年（公元1191年）4月1日鎌倉幕府政所別当——大江廣元通過土御門通親的推舉成為了明法博士。關於此次人事任命，九條兼實認為明經道出身的中原氏（後改姓為大江氏）出身的廣元就任明法博士乃是違背先例之舉，強烈反對（『玉葉』4月1日条）。而廣元在任也不長久，於同年的11月5日隨即辭官（『吾妻鏡』建久3年3月2日条）。關於廣元的辭職，一般解釋為是由於廣元的就任引起源賴朝的不快而導致的，但也有見解認為源賴朝當初是為了掌控京都的武力而讓廣元就任明法博士，試圖藉機將上級單位的檢非違使廳納入幕府的管理，結果卻出現了建久二年的強訴事件，只好讓廣元引咎辭職。（佐伯智広「一条能保と鎌倉初期公武関係」『古代文化』564、2006年）
3. ↑  明法博士按規定為兩人，明治維新時另一位明法博士缺任，故此勢多章甫成為了最後一名明法博士。

## 相關項目
- 大学寮
- 勢多章甫
- 律令制
- 律令法
- 律令